# Cullercoats
Cullercoats – wieś w Anglii, w hrabstwie ceremonialnym Tyne and Wear, w dystrykcie metropolitalnym North Tyneside. Leży 14 km na północny wschód od centrum Newcastle i 401 km na północ od Londynu.